# Viscardo Azzi
Viscardo Azzi (Roma, 6 novembre 1921 – Turate, 13 ottobre 2011) è stato un militare italiano.

## Biografia
Figlio di una profuga veneta, sfollata a Roma durante la guerra 1915-18, qui nacque dalla stessa che aveva sposato un ufficiale di carriera dell'esercito italiano.
Nel 1943 fu chiamato alle armi e inviato in Grecia come sottotenente di complemento, nel maggio dello stesso anno. Successivamente passò in Albania, inquadrato nella divisione "Firenze" (comandata dallo zio, generale Arnaldo Azzi), una delle poche che conservò un certo ordine anche nello sfascio generale dovuto agli eventi. Fu inquadrata nel "Comando delle truppe Italiane della Montagna in Albania". Qui visse l'esperienza del 25 luglio, la caduta del fascismo e l'armistizio dell'8 settembre.
Fece ritorno in Italia nel 1944, impiegato al ministero della marina. Alla fine del '44 il Ministero della Difesa italiano lo ammise nel servizio permanente effettivo. Entrò definitivamente nelle forze armate da cui fu congedato nel 1975, con il grado di Colonnello. Richiamato, dal 1979 al 1983, fu responsabile della Casa Militare Umberto I di Turate (CO), per essere definitivamente congedato con il grado di Generale di divisione a titolo onorifico.

## Opere
- Il prezzo dell'Onore, Edizione Mursia, 1996.
- Un volontario con le truppe di occupazione: Balcania 1942-1943, Edizioni Mursia, 1998.
- I disobbedienti della 9ª armata, Edizione Mursia, 2010.